# Jakub Malczewski
Jakub Marek Malczewski (ur. 20 grudnia 1974 w Zakopanem) – polski narciarz alpejski, specjalista konkurencji technicznych.

## Kariera
Po raz pierwszy na arenie międzynarodowej pojawił się w 1991 roku, startując na mistrzostwach świata juniorów w Geilo, zajmując 44. miejsce w slalomie i 64. miejsce w gigancie. Jeszcze dwukrotnie startował na imprezach tego cyklu, najlepszy wynik osiągając podczas mistrzostw świata juniorów w Montecampione, gdzie zajął 30. miejsce w kombinacji. Nigdy nie zdobył punktów w zawodach Pucharu Świata.
W 1992 roku wystartował na igrzyskach olimpijskich w Albertville, gdzie zajął 52. miejsce w gigancie. Startował także w gigancie i slalomie podczas mistrzostw świata w Sierra Nevada w 1996 roku, jednak obu konkurencji nie ukończył. W 1992 roku zdobył mistrzostwo Polski w slalomie. Był także wicemistrzem w gigancie w 1995 roku i oraz gigancie i kombinacji rok później.
W 2000 roku zakończył karierę.

## Osiągnięcia

### Igrzyska olimpijskie
| Miejsce | Dzień     | Rok  | Miejscowość | Konkurencja | Czas biegu | Strata | Zwycięzca            |
| ------- | --------- | ---- | ----------- | ----------- | ---------- | ------ | -------------------- |
| DNF     | 16 lutego | 1992 | Albertville | Supergigant | 1:13,04    | –      | Kjetil André Aamodt  |
| 52.     | 18 lutego | 1992 | Albertville | Gigant      | 2:06,98    | +23,69 | Alberto Tomba        |
| DNF2    | 22 lutego | 1992 | Albertville | Slalom      | 1:44,39    | –      | Finn Christian Jagge |

### Mistrzostwa świata
| Miejsce | Dzień     | Rok  | Miejscowość   | Konkurencja | Czas biegu | Strata | Zwycięzca     |
| ------- | --------- | ---- | ------------- | ----------- | ---------- | ------ | ------------- |
| DNF1    | 23 lutego | 1996 | Sierra Nevada | Gigant      | 1:58,63    | -      | Alberto Tomba |
| DNF2    | 25 lutego | 1996 | Sierra Nevada | Slalom      | 1:42,26    | -      | Alberto Tomba |

### Mistrzostwa świata juniorów
| Miejsce | Dzień       | Rok  | Miejscowość   | Konkurencja | Czas biegu | Strata | Zwycięzca         |
| ------- | ----------- | ---- | ------------- | ----------- | ---------- | ------ | ----------------- |
| 64.     | 12 kwietnia | 1991 | Geilo         | Gigant      | 2:04,64    | +16,22 | Massimo Zucchelli |
| 44.     | 14 kwietnia | 1991 | Geilo         | Slalom      | 1:33,29    | +11,90 | Casey Puckett     |
| 53.     | 28 lutego   | 1992 | Maribor       | Gigant      | 2:04,26    | +11,59 | Michel Stuffer    |
| 40.     | 1 marca     | 1992 | Maribor       | Slalom      | 1:13:55    | +10,49 | Tobias Hellman    |
| 70.     | 4 marca     | 1993 | Montecampione | Zjazd       | 1:28,27    | +7,22  | Gaëtan Llorach    |
| 68.     | 5 marca     | 1993 | Montecampione | Gigant      | 2:06,45    | +13,56 | Josef Strobl      |
| 39.     | 6 marca     | 1993 | Montecampione | Slalom      | 2:06,45    | +7,30  | Chip Knight       |
| 30.     | 7 marca     | 1993 | Montecampione | Kombinacja  | ?          | ?      | Gaëtan Llorach    |